# Partido Nueva Unión
El Partido Nueva Unión (PUN) (en inglés New Union Party) es un partido político pequeño en los Estados Unidos. Se formó originalmente en 1974 como los unionistas Nuevo, varios de los cuales habían sido miembros de la Sección de Minneapolis del Partido Socialista Laborista de América (SLP). Como ocurre con muchas salidas de este tipo desde la década de 1920, alegaron SLP se había convertido en burocrático y autoritario en su estructura interna de los partidos. En agosto de 1980, los unionistas Nueva fusionado con la Liga para la Reconstrucción Socialista (LSR) y dos grupos más pequeños y proclamó el "Nuevo Partido de la Unión". En ese año, Nueva Unionista editor Jeff Miller corrió para Congreso de los Estados Unidos en el quinto distrito de Minnesota, la votación fue del 1,4% del total de votos.